# Pinçanàs

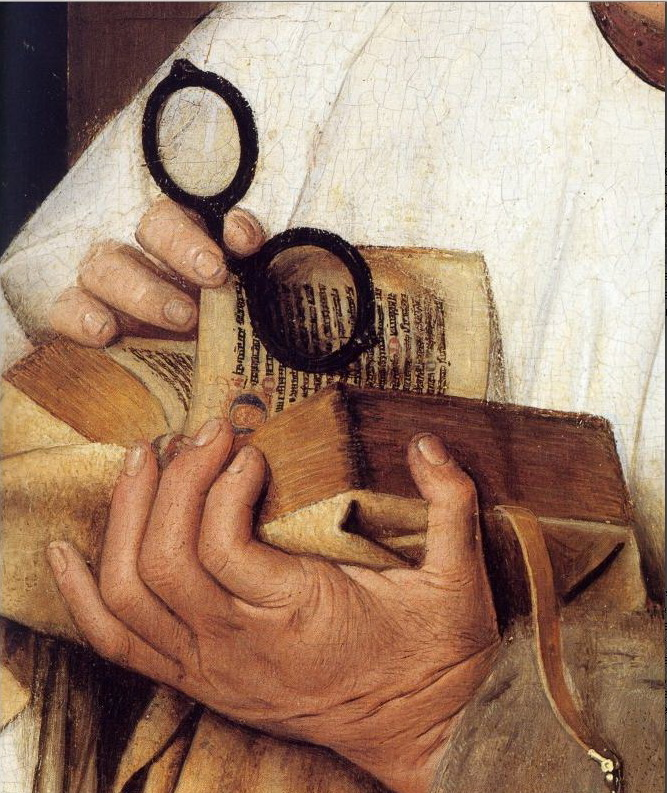
Uns pinçanàs a un quadre de Jan Van Eyck de 1436.

Els pinçanàs són unes ulleres usades per compensar les deficiències de l'ull humà que s'empraven en els segles XV, XVI, XVII. Els pinçanàs estaven formats per dos vidres rodons units per una muntura simple de ferro sense patilles que s'ajustaven al septe nasal i que podien estar subjectes per un lateral a un cordó per impedir que caiguessin a terra o s'extraviessin.
Per la seva naturalesa, eren objectes de luxe, poc freqüents i propis de les classes adinerades. A Castella se'ls anomenà Quevedos, ja que els va popularitzar aquest personatge.

## Història
Fou un model d'ulleres usades al segle xv fins a principis del segle xx, l'estructura estava desproveïda de tiges. La seva fixació es feia només mitjançant la seva fixació al nas. A diferència dels Lornhons, model que va ser equipat amb braç lateral per col·locar-los davant dels ulls, les Pinçanàs fixaven els seus anells amb una pinça sobre l'os del nas. El model va ser reemplaçat per modernes ulleres de barres com les Numont amb les vores superior i inferior fines i que oferien lleugeresa i seguretat.

## Mètodes de retenció
Els Pinçanàs van ser usats tant per homes i dones. Anaven sovint aguantats per una cinta o una cadena al voltant del coll, lligada al trau de la solapa, o unida a una trau de muntatge especial o una agulla, pel fet que podien ser incòmodes d'utilitzar durant períodes prolongats si es triava la mida del pont malament, o també per raó de l'ús d'ulleres de moda en aquells moments. Les dones sovint utilitzaven un Fermall especial - (dispositiu clavat a la roba), que recuperava automàticament el fil lligat a les ulleres quan no estaven en ús.

## Galeria

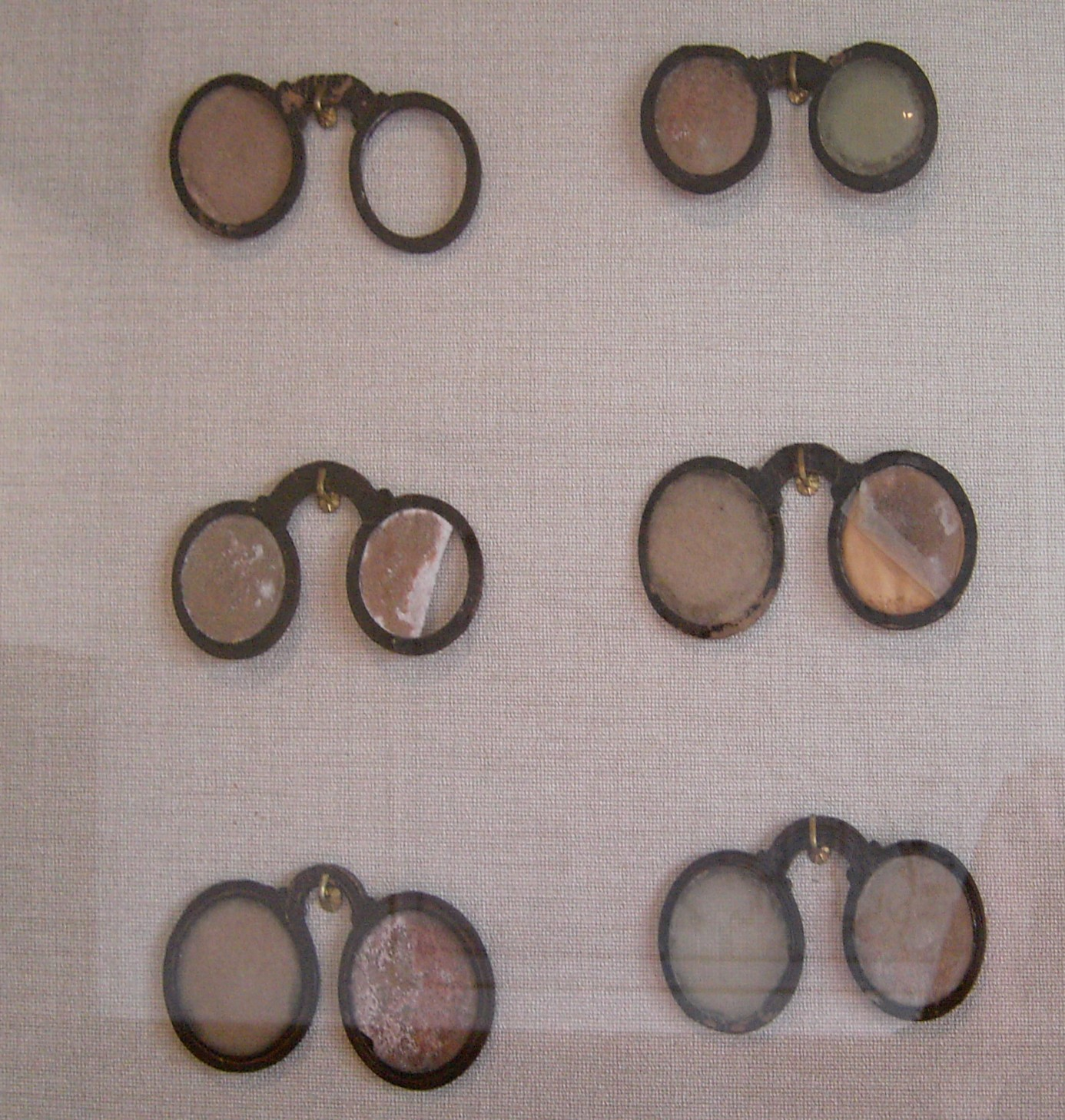
Uns pinçanàs del segle xvi.
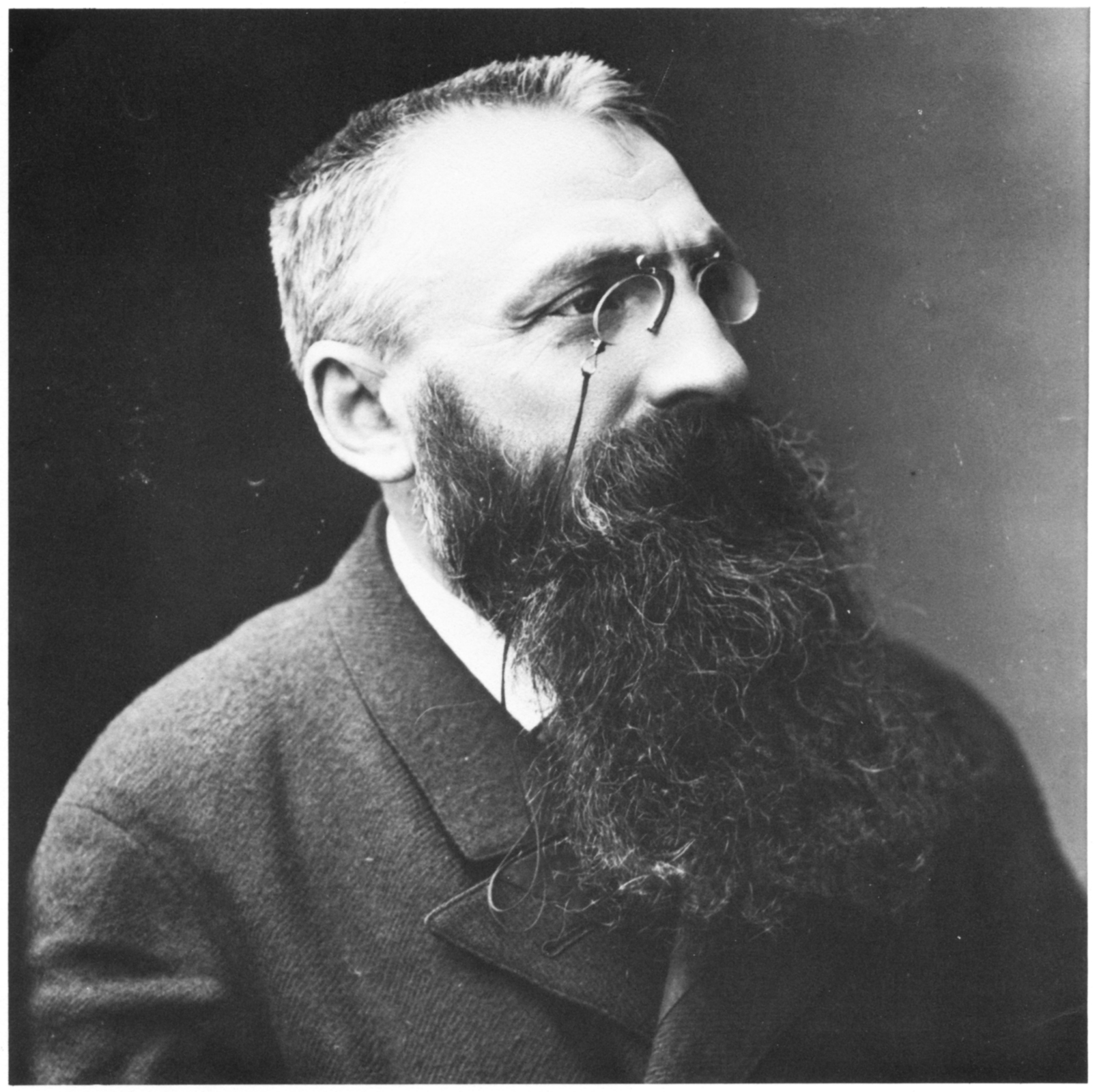
Auguste Rodin portant uns pinçanàs
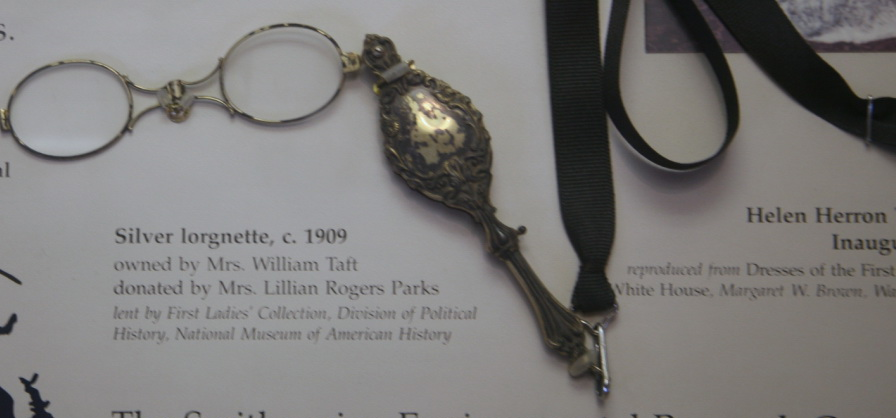
Pinçanàs en argent
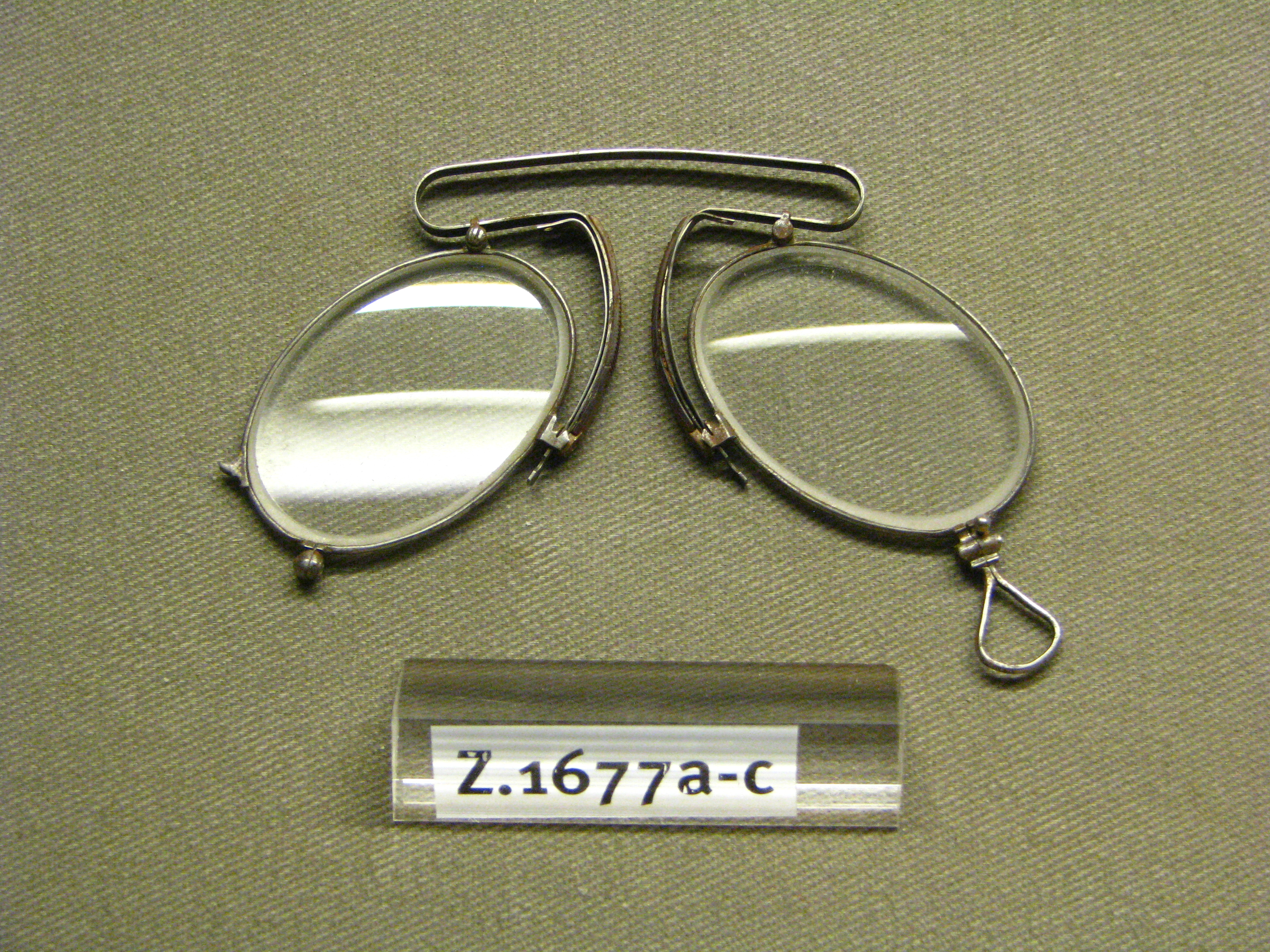
Uns pinçanàs de 1870.